# Abrahamsberg (tunnelbanestation)
Abrahamsberg är en station på Stockholms tunnelbanas Gröna linje och ligger mellan stationerna Stora Mossen och Brommaplan i Västerort inom Stockholms kommun. Trots namnet ligger stationen inte i stadsdelen Abrahamsberg utan i Riksby. Avståndet från station Slussen är 9,6 kilometer. Stationen invigdes den 26 oktober 1952. Innan tunnelbanan öppnade gick spårvagnslinjen Ängbybanan förbi här från år 1944.
Den konstnärliga utsmyckningen består av abstrakta muraler av glaserade kakelplattor. Konstverken är gjorda av Rigmor Roxner 1999 och inspirerade av spårvagnstrafikens kakelklädda stationer.
Den är belägen vid Abrahamsbergsvägen 3 längs Registervägen. Stationen består av en plattform utomhus med entré från Abrahamsbergsvägen.

## Galleri

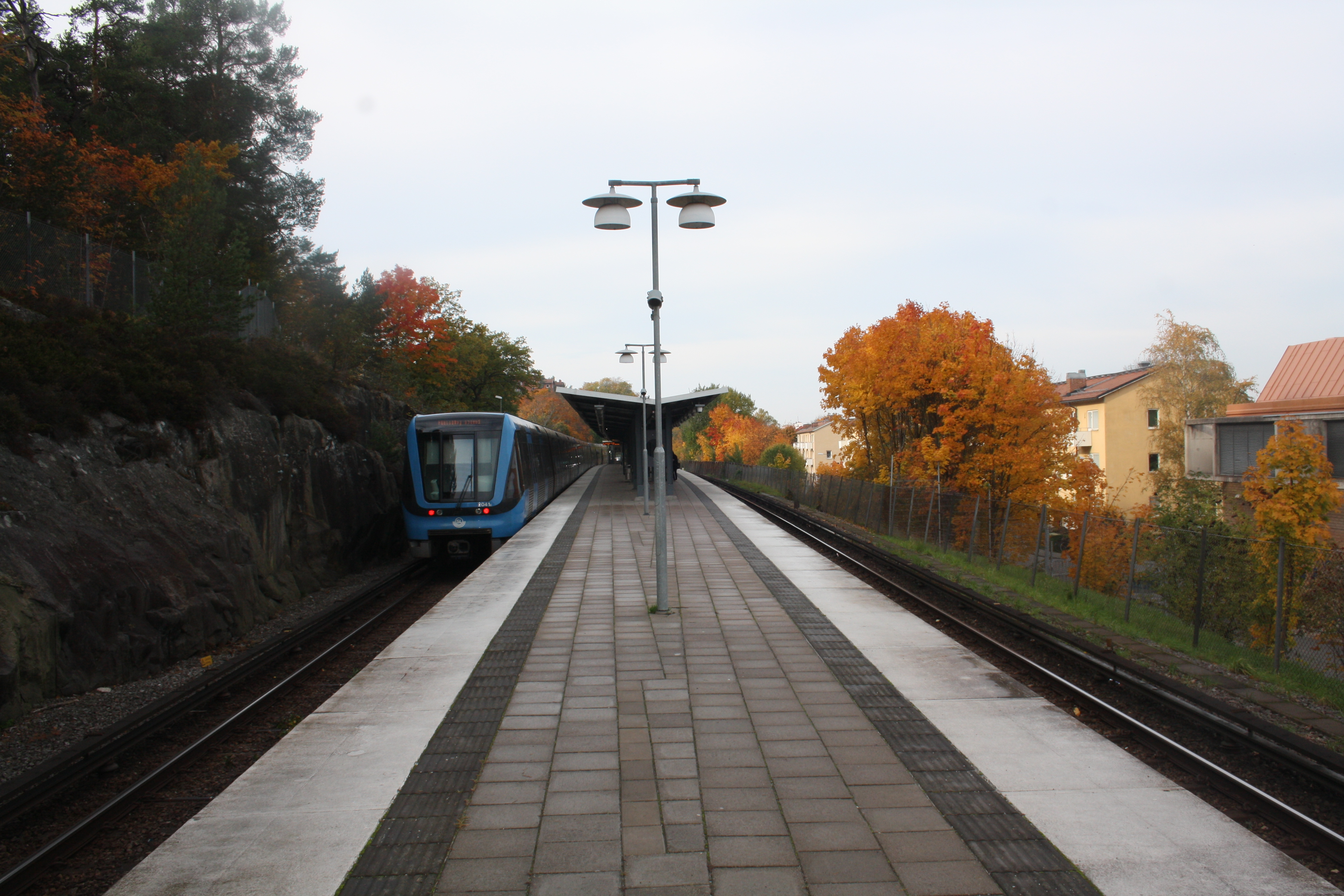
Perrongen
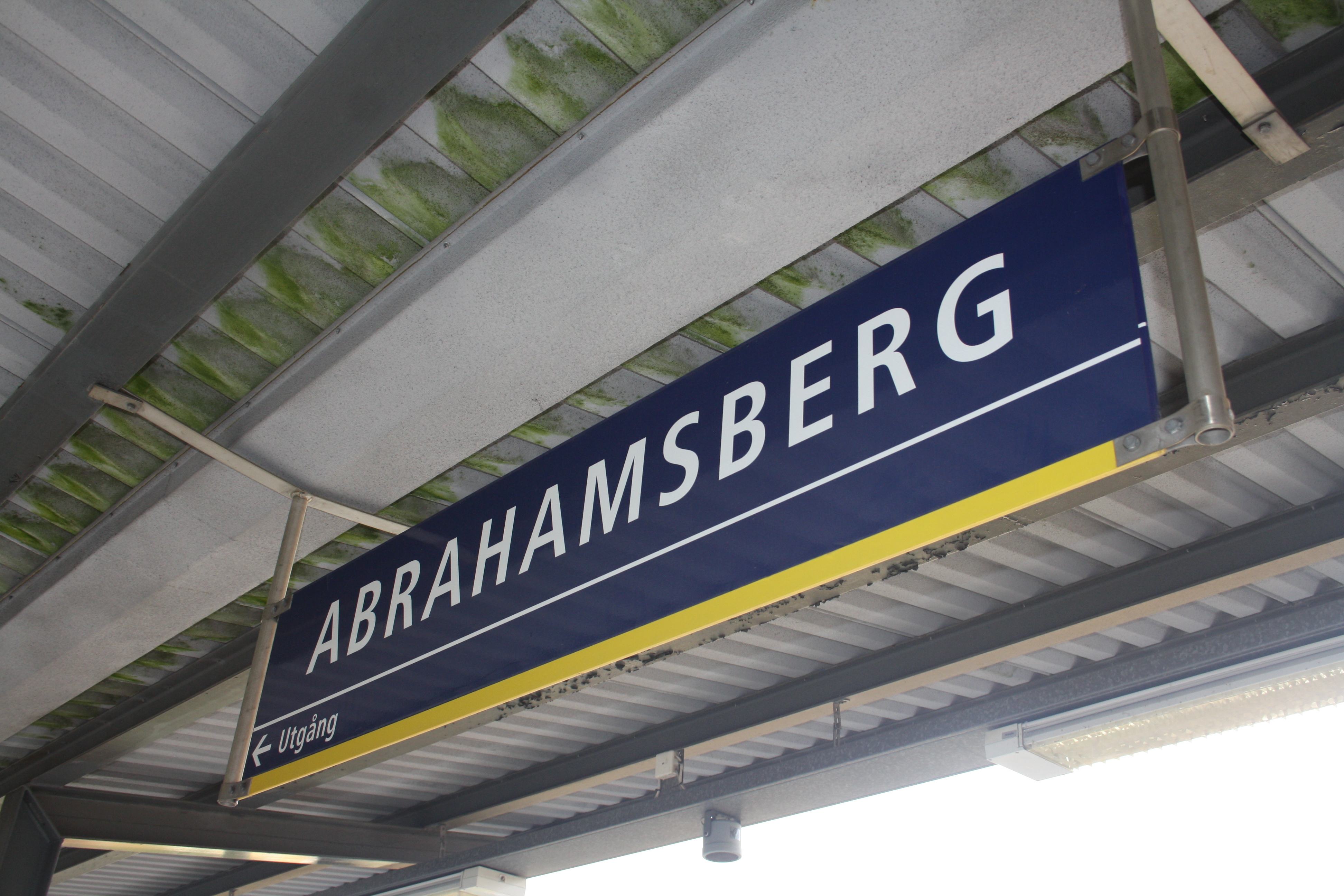
Stationsskylt
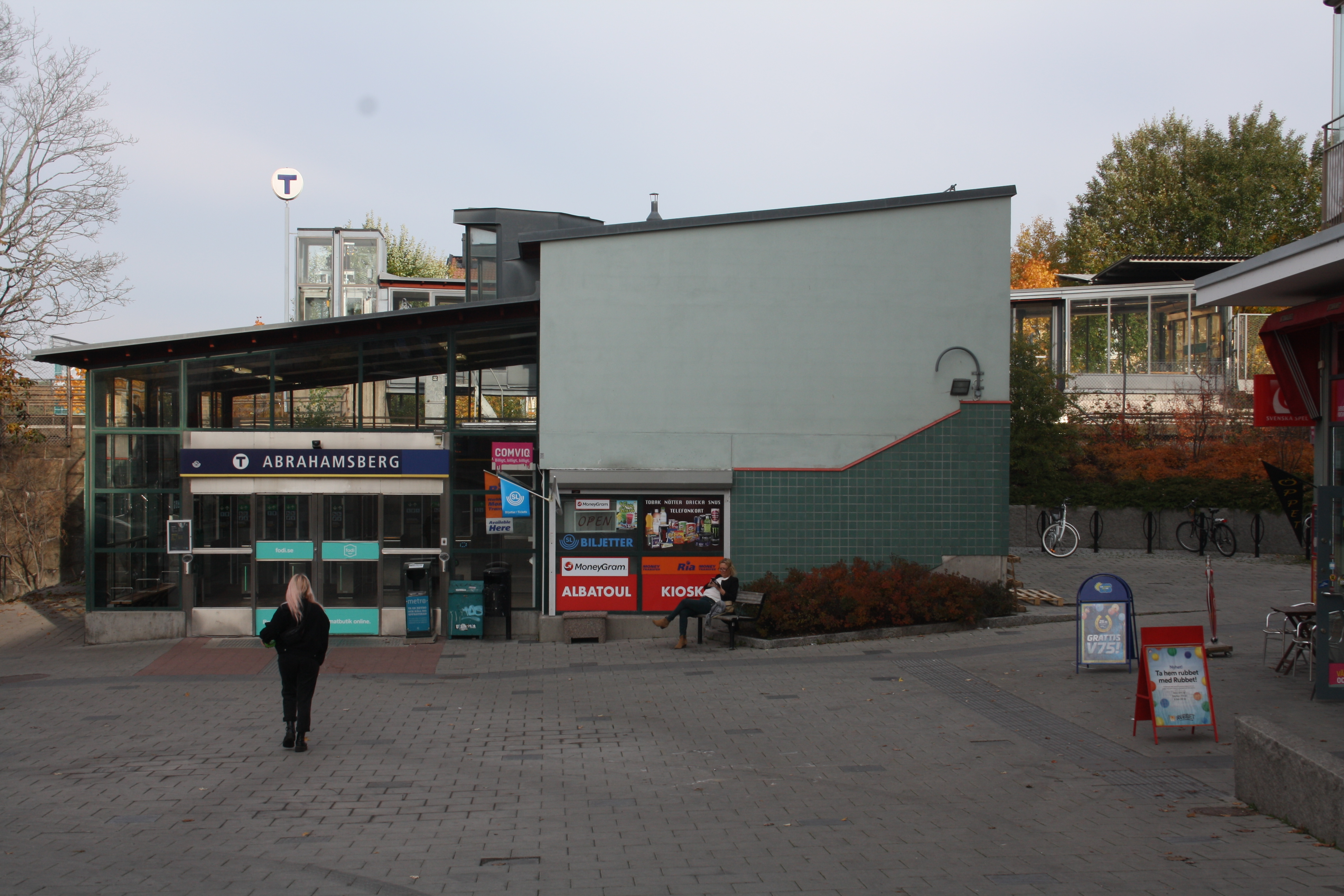
Ingång
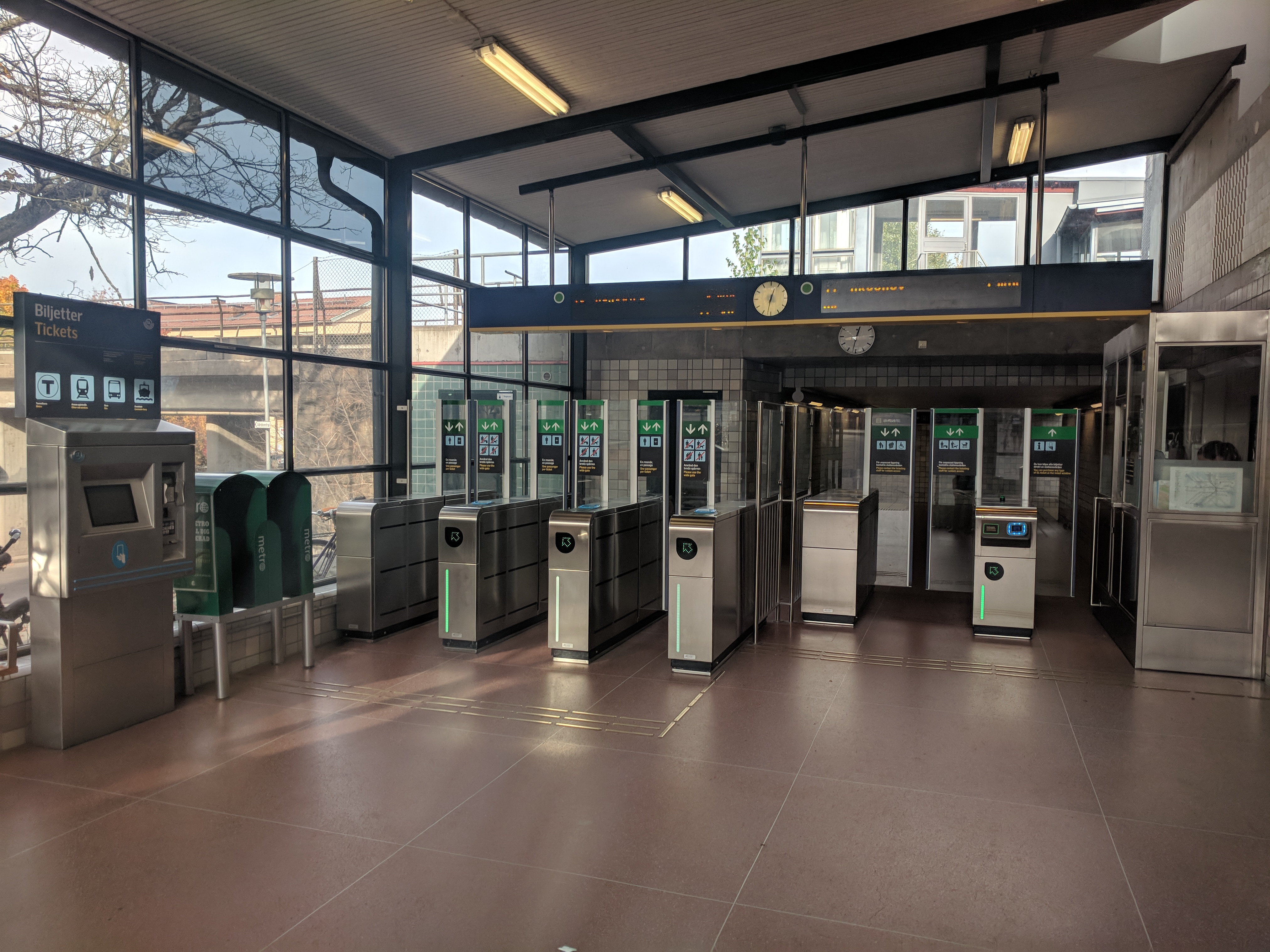
Biljetthall